# Don't Make Me Over
Don't Make Me Over je píseň nahraná roku 1962 americkou soulovou zpěvačkou Dionne Warwick.
Píseň byla vydaná jako singl s písní I Smiled Yesterday (strana "A") a roku 1963 na jejím prvním albu Presenting Dionne Warwick u společnosti Scepter Records. Autorem hudby je Burt Bacharach a textařem Hal David. Byla umístěna jako první skladba alba na straně "B".

## Coververze
- Nana Mouskouri (1963) verze ve francouzštině s názvem T'en Va Pas Comme Çà[1]
- Louise Cordet (1964) na straně "A" se singlem Two Lovers na straně "B"[2]
- The Dowlands (1965) na straně "A" se singlem Someone Must Be Feeling Sad na straně "B"[3]
- The Swinging Blue Jeans (1966) na straně "A" se singlem What Can I Do Today na straně "B"[4]
- The Midnight Rebels (1968) na straně "B" se singlem Broadway Walk na straně "A"[5]
- Shirley and Johnny (1969) na straně "A" se singlem Baby, Baby, Baby na straně "B"[6]
- Brenda & the Tabulations (1970) na straně "A" se singlem You've Changed na straně "B"[7]
- Dobby Dobson (1970) na straně "B" se singlem That Wonderful Sound na straně "A"[8]
- Barbara Jean English (1972) na straně "A" se singlem Baby I'm A Want You na straně "B"[9]
- Lyn Collins (1974)[10]
- Jennifer Warnes (1979) na straně "A" se singlem Frankie In The Rain na straně "B"[11]
- Errol Dunkley (1981) na straně "A" se singlem Little Green Apples na straně "B"[12]
- Sybil (1989) na straně "A" se singlem Falling In Love na straně "B"[13]
- Lorna Nelson (1989)[14]
- Julia Holter (2014) na straně "A" se singlem Hello Stranger na straně "B"[15]
- Jennifer Laura[16]
- Tommy Hunt na straně "B" se singlem Make The Night A Little Longer na straně "B"[17]

Roku 1966 nahrála tuto píseň zpěvačka Judita Čeřovská, český text s názvem To se mi nezdá napsala Jiřina Fikejzová.